# Joseph Smith - História
Joseph Smith - História (abreviado JSH, em inglês Joseph Smith History) é um livro da obra Pérola de Grande Valor, uma das obras padrão do movimento dos santos dos últimos dias. Trata-se de um registro autobiográfico dos eventos que ocorreram na vida de Joseph Smith Jr., fundador do movimento, incluindo a Primeira Visão e a visita do anjo Morôni, terminando com a tradução do Livro de Mórmon.